# Julian Vereker
Julian Charles Prendergast Vereker (né le 7 mai 1945, mort le 14 janvier 2000) est un concepteur autodidacte de hi-fi anglais, et  fondateur de Naim Audio Ltd de Salisbury, Wiltshire, Angleterre.
Julian Vereker est considéré comme l'un des plus grands spécialistes de l'audio dans le domaine de l'équipement hi-fi. Il est l'une des personnes les plus influentes dans l'industrie de la haute fidélité britannique dans les années 1970 et 1980.
Il a été nommé MBE par la reine Élisabeth II en 1995.

## Biographie

### Famille et éducation
Julian Vereker est né à Oxford, en Angleterre. Il était l'arrière-petit-fils du 3e viscount Gort (titre de noblesse au Royaume-Uni). Son arrière-grand-père avait été consul à Cherbourg et son grand-père d'un commandant de marine, son père Charles était professeur de théorie politique à Université de Durham. Vereker a donc grandi dans une famille universitaire, ce qui ne l'empêcha pas de devenir un adolescent rebelle dans les années 1960. Bien qu'il lui fallu quatre tentatives pour obtenir son diplôme de mathématiques (GCE Ordinary Level), il a développé une passion pour l'ingénierie. Il quitte Bryanston School à l'âge de 16 ans, pour s'inscrire à l'école professionnelle de Liverpool, puis à l'école "Aero and Automobile Engineering" de Londres.

### Vie professionnelle
Il co-fonde "Coburn Improvements" une entreprise d'améliorations et de modifications de voitures de sport et de course.
Il apporte ensuite des améliorations à une Mini 850 S, qu'il pilote pendant plusieurs saisons. En 1967, il participe à 23 courses et obtient 16 victoires, et finit placé dans les autres. Après cette saison victorieuse, il décide de vendre sa voiture pour la somme de 650 livres, une petite fortune pour l'époque. Il travaille ensuite brièvement pour Downton Engineering and Janspeed mais perd son intérêt pour les voitures rapidement.
Vereker fonde Naim Audio Visual en 1969. Son premier produit étant un appareil capable d'allumer de d’éteindre 30 kW de lumière en rythme avec de la musique.
À cette époque, Vereker aimait faire des enregistrements de ses amis musiciens, mais les résultats ne le satisfaisaient pas. Les amplificateurs de l'époque sonnaient tous pareil. Quoi qu'il en soit, il n'aimait pas cela et trouvait que l'équipement disponible ne le permettait pas de distinguer les différents artistes, ni les différents types de guitare. 
Après une année de recherche sur les circuits audios à transistors, à faire ses propres expérimentations, il décide de fabriquer ses premiers appareils. Son premier produit audio est une petite table de mixage, le M10.2, lancée vers 1970. Le premier amplificateur est vendu en décembre 1971, à la demande de ses amis et connaissances,.
En 1973, Vereker remporte un contrat pour fournir la radio Capital Radio, qui vient de démarrer, avec des armoires simples contenant le circuit Naim lié à des haut-parleurs. En juillet, Naim Audio est officiellement immatriculé, et en 1974, la société déménage de son atelier en sous-sol à Salisbury dans d'un magasin du XVIe siècle dans la ville.
La même année, Vereker rencontre un Écossais, Ivor Tiefenbrun, fondateur de la société Linn Products, qui s'est spécialisée dans les  platines vinyle. Ivor Tiefenbrun impressionné par les amplis de Vereker, commence à les recommander en même temps qu'il vend ses platines.
La platine Linn, en partenariat avec des amplificateurs Naim, s'est révélée être une combinaison imbattable, avec des ventes grandement aidées par le discours confiant de Vereker et Tiefenbrun aux clients potentiels : « Si vous ne entendez pas de différence, ce n'est pas la peine de vous parler ».
En plus d'avoir développé des amplificateurs, il développe toute la gammes des maillons de la hifi : pré amplificateurs, lecteurs CD, alimentations séparées (une des caractéristiques de la marque), des enceintes, des câbles…
Tout au long de sa carrière professionnelle, il développe Naim Audio pour en faire une marque de hifi mondialement connue. Cette marque est reconnue de nos jours comme une marque haut de gamme. Elle est distribuée partout sur la planète.
Dans les années 1990 et jusqu'à sa mort, Julian Vereker développe son propre label de musique, consacrant son temps à améliorer le mastering CD. Plusieurs de ses amis du monde de la musique le suivent dans cette entreprise.

## Autres réalisations
Pendant plusieurs années, Vereker a été président de la Fédération d'audio britannique.
Il a été nommé MBE en 1995 pour les services à l'exportation britannique.

## Vie personnelle
En plus de hifi, Vereker appréciait les technologies développées dans les domaines les plus divers, qu'il s'agisse de voitures, des bateaux, des ordinateurs ou systèmes d'éclairage.
En particulier, Vereker était un passionné par la conception de vélos. Il a généreusement assisté Brompton Bicycle, une start-up concevant des vélo pliant, en se portant garant personnel à hauteur de £ 40 000 de découvert au près des banques. 
Egalement passionné de voile, Vereker était très enthousiaste lors de ses participations à la conception de bateaux. Avec le fabricant du bateau British Hunter, il a développé un bateau qu'il a appelé le Windex 49. Ce prototype fût sa dernière aventure industrielle, avec un mât triangulé et un système actif assisté par ordinateur eau de ballast. Il fut lancé le jour même de sa mort.
Bien que Vereker n'ait pas vécu pour voir la naissance de sa version finale du bateau, le fabricant a ensuite produit le Hunter 50.
Vereker est décédé d'un cancer le 14 janvier 2000, âgé de 54 ans. Il a été marié deux fois, et a eu un fils et deux filles.